# 1620 w sztukach plastycznych
Wydarzenia w sztukach plastycznych i wizualnych w 1620 roku.

## Malarstwo

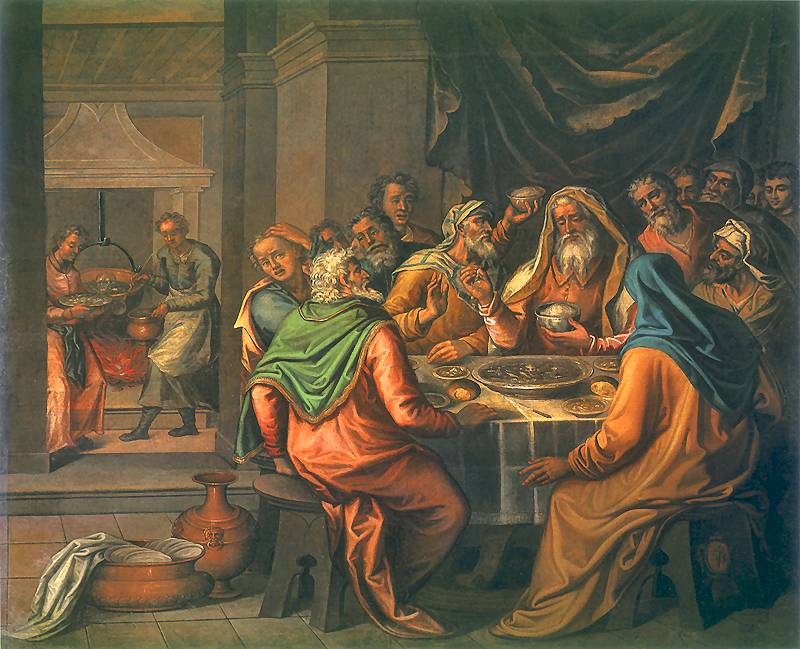
Tomasz Dolabella Abraham na uczcie u Melchizedecha

- Tomasz Dolabella

Abraham na uczcie u Melchizedecha (1614-1620)